# Phidippus pulcherrimus
Phidippus pulcherrimus är en spindelart som beskrevs av Eugen von Keyserling 1884 [1885. Phidippus pulcherrimus ingår i släktet Phidippus och familjen hoppspindlar. Inga underarter finns listade i Catalogue of Life.